# Minerva
Minerva, poznata i kao Palada Atena u grčkoj mitologiji, bila je rimska božica. Smatrala se djevičanskom božicom ratnika, poezije, medicine, mudrosti, trgovine, zanata i izumiteljica glazbe.
Ovaj se članak fokusira na Minervu u ranom Rimu i na štovanje njenog kulta. Za informacije o književnim mitološkim prikazima Minerve, koji su snažno bili pod utjecajem grčke mitologije, vidi Palada Atena gdje se spominje kao jedna od triju djevica uz Artemidu i Hestiju.

## Etruščanska Minerva
Ime "Minerva" je najvjerojatnije preuzeto od Etruščana koji su je nazivali Menerva. U etruščanskoj mitologiji Minerva je bila božica mudrosti, rata, umjetnosti, škola i trgovine. Ona je bila etruščanska dvojnica grčke Atene i rimske Minerve. Poput Atene, Menerva je rođena iz glave njenog oca Jupitera.
Njezino ime sadržava "mn-" korijen koji se povezuje s pamćenjem. Vidi grčku "Mnemozinu" (gr. μνημοσύνη) i "mnestis" (gr. μνῆστις): pamćenje, sjećanje, uspomena. Rimljani su možda zamijenili njeno strano ime sa svojom riječi mens koja označava "um" jer je jedan aspekt Minerve kao božice bio ne samo ratni nego i intelektualni. Minerva je rimsko ime za Atenu, božicu mudrosti i djevičanstva. Ona se također prikazuje kao sova.

## Minervin kult u Rimu
Minerva je bila dio svete trijade s Tinijom i Uni, istoznačnicama rimskog trojstva Jupiter-Junona-Minerva. Minerva je bila kći Jupitera.
Kao Minerva Medica, bila je božica medicine i liječnika. Kao Minerva Achaea, štovala se u Luceriji u Apuliji gdje su u njenom hramu ostali sačuvani darovi i ruke Diomede.
Ovidije naziva Minervu "božicom tisuću radova." Minerva je štovana diljem Italije, iako je samo u Rimu poprimila ratna obilježja. Njeno se štovanje proširilo diljem carstva – u Britaniji, primjerice, uspoređivala se s božicom mudrosti Sulis.
Rimljani su slavili njen festival od 19. ožujka do 23. ožujka tijekom dana koji se nazivao, u množini ženskog roda, Quinquatria, peti nakon martovskih ida, devetnaesti nakon praznika obrtnika. Manju inačicu, Minusculae Quinquatria, održavali su na lipanjske ili junske ide, 13. lipnja, flautisti koji su posebice bili korisni u religiji. Godine 207. pr. Kr. osnovan je ceh pjesnika i glumaca radi molitvenih darova u Minervinom hramu na brežuljku Aventinu. Među ostalim članovima u cehu je djelovao Livije Andronik. Aventinsko svetište Minerve nastavilo je biti važan centar umjetnosti tijekom velikog dijela srednjeg razdoblja Rimske Republike.
Minerva se štovala na brežuljku Kapitoliju kao jedna od Kapitolijske trijade uz Jupitera i Junonu, u Hramu Minerve Medike, i u "Delubrum Minervae", hramu kojeg je Pompej osnovao 50. pr. Kr., a koji se nalazio na mjestu crkve Santa Maria sopra Minerva (blizu današnje Piazze della Minerva i Panteona).

## Minerva u suvremenoj uporabi

### Sveučilišta i obrazovne ustanove
Božica Minerva kao zaštitnica mudrosti često se prikazuje u kiparstvu, na pečatima, te u ostalim oblicima u obrazovnim ustanovama, uključujući:
- Minerva je simbol Sveučilišta u Portu.
- Minervin kip se nalazi u centru Sveučilišta La Sapienza, najvažnijeg sveučilišta u Rimu.
- Minerva je prikazana kao "Alma mater" ispred zgrade Low Memorial Library Sveučilišta Columbia.
- Minerva je ime ženskog boravišta na Sveučilištu u Stellenboschu u Južnoj Africi.
- Minerva je ime računalnog servera kojeg koriste studenti na Harvardskoj proširenoj školi.
- Minerva je prikazana kao kip istočno od Sveučilišnog centra Elliot Sveučilišta North Carolina kod Greensboro'sa.
- SUNY Potsdam kampus u Potsdamu, NY je dom nekoliko Minervinih kipova i kafića nazvanog po njoj.
- Minerva je prikazana na pečatima i logotipima mnogih ustanova visokog obrazovanje:
  - Sveučlište u Lincolnu. Minervina glava se koristi kao logo ovog britanskog sveučilišta. Postoji tradicija unutar tima Lincoln rugby uniona koji se smatraju Minervinim vitezovima koji svaku utakmicu pobjeđuju u njenu čast.
  - Sveučilište u Albanyju, Državno sveučilište u New Yorku. Minervu još uvijek štuju studenti i njihove 'bakljonoše' tijekom preddiplomskog rituala nazvanog "Noć baklji".
  - Sveučilište u Alabami
  - Union College, New York. Union College je također koristilo Minervino ime u svojim novim akademskim i socijalnim programima "Third Space", Minerva House System; a Minerva je također božica Theta Delta Chi društva.
  - UFRJ, Federalno sveučilište u Rio de Janeiru u Brazilu.
  - Sveučilište u Gentu u Belgiji.
  - Američka akademija znanosti i umjetnosti u Cambridgeu, Mass. Glavni lik na pečatu je Minerva - simbol prikladan za organizaciju stvorenu usred Američke revolucije i posvećen kultiviranju svake umjetnosti i znanosti radi "napretka koristi, časti, dostojanstva i sreće slobodnih, nezavisnih i čestitih ljudi."
- Minerva je također ime drugog najstarijeg elitnog studentskog udruženja u Nizozemskoj (Sveučilište u Leidenu).
- Minerva krasi ugaoni kamen svakog glavnog ulaza u Bostonsku javnu knjižnicu s riječima ispod lika "slobodno svima". Bostonska javna knjižnica bila je javno financirana knjižnica u Americi te je uz ostale knjižnice dugotrajna uspomena čovječanstva.
- Minerva je božica bratinstva Sigma Alpha Epsilon, čiji su članovi poznati kao Odani sinovi Minervini.
- Minerva je zaštitnica sestrinstva Delta Sigma Theta, najveće organizacije crnkinja u svijetu. Minervina slika nalazi se na vrhu grba organizacije.
- Minerva je ime pokretnog objekta učenja na Sveučilištu Bath Spa u Engleskoj, UK.
- Minerva je prikazana na pečatu Sveučilišta znanosti i umjetnosti u Oklahomi.
- Minervin kip je postavljen na ulazu u glavnu zgradu Wells Collegea u Aurori, NY.
- Minerva je zaštitnica Federalnog sveučilišta u Rio de Janeiru, Brazil.
- Minerva je također simbol sestrinstva Kappa Kappa Gamma.

### Društva
- Pečat Kalifornije oslikava božicu Minervu koja u potpunosti izvire iz Jupiterove glave što se interpretira analogno političkom rođenju Države Kalifornije koja prije toga nije bila teritorij poput drugih država.
- U ranom 20. stoljeću Manuel José Estrada Cabrera, predsjednik Gvatemale, pokušao je promovirati "Minervin kult" u svojoj zemlji, no od svega je ostalo samo nekoliko "Hramova" u helenskom stilu u parkovima diljem Gvatemale.
- Prema djelu Dokazi urote protiv svih religija i vlada Europe (1798) Johna Robisona, treći stupanj bavarskih Iluminata nazvan je Minervin ili Minervina Braća u čast božice učenja. Kasnije je ovaj naslov prihvaćen kao prvi stupanj rituala OTO-a Aleistera Crowleyja.
- Mierva je logo svjetski poznatog njemačkog "Društva za napredak znanosti Max Planck" (Max-Planck-Gesellschaft)
- Minerva ima ritualni značaj za Sigma Alpha Epsilon, nacionalno-socijalno bratinstvo (link)  Arhivirana inačica izvorne stranice od 15. listopada 2007. (Wayback Machine)
- Minervina kaciga služi kao krijesta na znakovlju istaknute jedinice Vojnog medicinskog centra Walter Reed u Washingtonu, D.C.

### Javni spomenici
- Minervin kružni tok u Guadalajari, Meksiko, smješten na križanju avenija López Mateos, Vallarta, López Cotilla, Agustín Yáñez i Golfo de Cortez, prikazuje božicu kako stoji na pijedestalu okružena velikom fontanom s natpisom koji kaže "Pravda, mudrost i snaga čuvaju ovaj odani grad".

## Više informacija
- Sulis
- Keltska mitologija
- Drugo Francusko Carstvo